# Теория текста и диалога
Теория текста и диалога - это одна из теорий организационной коммуникации, которая иллюстрирует, как общение формирует организацию. При простейшем объяснении теории организация создается и определяется посредством коммуникации. Коммуникация - это и есть организация, и организация существует, потому что происходит коммуникативный процесс. 
Теория текста и диалога помещает процесс коммуникации в сердце организации и постулирует, что организация не содержит коммуникацию как нечто причинное,  а формируется посредством коммуникации изнутри. Эта теория не имеет прямого практического применения, она призвана объяснить, как функционирует коммуникация. Она дает основу для того, чтобы лучше понять коммуникацию в организации.
Поскольку основа организации находится в общении, организация не может существовать без связи, а организация определяется как результат коммуникаций, происходящих в ее контексте. Коммуникации начинаются с индивидуумов в рамках организации, которые обсуждают убеждения, цели, структуры, планы и отношения. Эти коммуникаторы достигают этого посредством постоянной разработки, доставки и перевода «текста и разговора». Теория предполагает, что механизмы коммуникации - это текст и разговор.

## Определение понятий
Основой этой теории являются концепции текста и диалога. Текст определяется как содержание взаимодействия или как то, что сказано во время взаимодействия. Текст - это значение, предоставляемое отдельным лицам посредством личного или электронного общения. Разговор определяется как то, что происходит между двумя или более участниками процесса коммуникации на поведенческом уровне. Разговор воспринимается как обмен или взаимодействие.
Процесс обмена текстовыми сообщениями и репликами в диалоге носит взаимный характер: текст нуждается в диалоговом сопровождении и наоборот. Текст или содержимое должны иметь контекст, чтобы быть эффективными, и разговор, или дискурс, должен иметь начало, середину и конец. Люди создают начало, середину и конец с помощью знаков препинания, брекетинга (установления границ) или фрейминга (установления рамок). Когда разговор связан с текстом или значением, происходит общение. Тейлор утверждает, что этот процесс является процессом перевода: перевода текста в разговор и перевода беседы в текст..
- «Текст» = содержание и значение
- «Беседа» = беседа и обмен

## История создания
Джеймс Р. Тейлор представил теорию текста и диалога в 1996 году совместно с Франсуа Куреном, Жиру и Робишо, а затем расширил свои наработки в 1999 году. Тейлор обратил внимание на работу социолога-прагматика и педагога Джона Дьюи, который предполагал, что общество существует не "из-за", а "в" коммуникации. Тейлор придерживался того же принципа, поставив связь как сущность организации. Основываясь на исследованиях в области организационной психологии (Карл Е. Вейк), этнометодологии (Гарольд Гарфинкель, Дейдре Боден), феноменологии (Альфред Шютц) и теории коллективного сознания (Эдвин Хатчинс), Тейлор создал оригинальную теорию текста и диалога. Это направление получило название «монреальской школы» организационной коммуникации.
По мысли Тейлора «... организация проявляется в общении, она таким образом  становится видимой для ее членов, но также она дает ту поверхность, на которой участники читают то, чем она для них является». Тейлор утверждает, что общение - это «место и появление организации».

## Основополагающие теории

### Структуралистская теория
Предложенная Энтони Гидденсом в «The Constitution on Society» «теория структурирования» берет свое начало в социологии. Теория Гидденса была адаптирована к области коммуникации, особенно к организационной коммуникации; в частности для ответа на вопросы, как и почему возможны структурные изменения и двойственность формального и неформального общения. Эта теория основана на концепциях структуры и агентства (agency). Структура определяется как правила и ресурсы организации; Агентство - это свободная воля к выбору иных действий.
Понятие «структуры» предусматривает правила и ресурсы, причины, по которым мы совершаем поступки, структуру общества, в котором мы выросли (культурную, социологическую и физиологическую). Гидденс объясняет эти правила как рецепты или процедуры для выполнения задач внутри организации. Ресурсы имеют два подмножества: распределяющие и авторитетные, которые могут использоваться для достижения желаемых результатов. Распределительные - это количественные ресурсы, в то время как авторитетные - это качественные.
«Агентство»: есть свободная воля к выбору делать иначе. Агентство - это причина, по которой люди делают что-то, потому что у них есть выбор. Это процесс скорее совершения индивидом действия и выбора, а не принятия решения, потому что структура говорит, что они должны. Структура основана на формальной организации и принятой модели поведения. Агентство представляет собой неформальное и индивидуализированное общение. 
- «Дуализм»: взаимоисключающий ответ (то есть, или-или)
- «Двойственность»: взаимно конститутивный ответ (т.е. или/или)
- «Структурирование»: само общество находится в двойственной структуре, в которой действия агентства становятся структурами, которые с течением времени создают возможности для других действий. Структуру можно также объяснить через контекст.

Структуралистская теория определяет структуру и агентство как сосуществующие образования. Формальные правила и ресурсы влияют на неформальное общение и дискурс. Эта двойственность и сосуществование обеспечивает циклическое движение между структурой и агентством, что имеет причину и следствие: новая структура и агентство создаются из причинно-следственных связей предыдущей структуры и агентских решений. Ключевым аспектом структуры является ее двойственность . Схожесть теории Гидденса и теории текста и диалога является взаимозависимым и причинно-следственным отношением коммуникации. Основное различие между ними состоит в том, что структуралистская теория объясняет, что коммуникация влияет на организацию, текст и беседу посредством структуры и агентства. Структуралистский конструкт Гидденса объясняет, как взаимосвязанные отношения составляют сущность организации. Эта концепция иллюстрирует, как общение внутри организации зависит от перевода смысла.

### Теория разговора
«Теория беседы», предложенная Гордоном Паском в 1970-х годах, определяет рамки, объясняющие, как научная теория и взаимодействия «конструируют знания» . Теория разговора основана на идее, что социальные системы являются символическими и ориентированными на язык. Кроме того, эти системы основаны на ответах и интерпретациях, а также на значении, интерпретируемом индивидами посредством коммуникации . Эта теория основана на взаимодействии между двумя или более индивидами с непохожими  представлениями . Значение отличий в представлениях состоит в том, что они порождают индивидуальные точки зрения: она позволяет изучать то, как люди идентифицируют различия и понимают смысл. Кроме того, эти различия создают общие и согласованные паттерны взаимодействий и коммуникаций, как описано в труде "Структура - Организация - Процесс". Другая идея теории диалога - это обучение, которое происходит путем обмена мнениями по вопросам, которые помогают в формировании знания. Чтобы этот процесс случился, Паск выработал три уровня разговора:
- «Естественный язык»: общая дискуссия
- «Объектные языки»: для обсуждения предмета
- «Метаязык»: для разговоров об обучении или языке.

Кроме того, чтобы облегчить обучение, Паск предложил два типа стратегий обучения.
- «Последовательное»: ориентированное на проработку структуры
- «Холистическое»: поиск отношений более высокого порядка.

В конечном счете, Паск обнаружил, что разносторонние ученики не выделяют какой-либо из этих подходов как единственно верный. Скорее, они понимают, что оба подхода должны быть интегрированы в структуру обучения. Схожесть теории текста и диалога и теории диалога заключается в том, что они обе сосредоточены на смысле. В частности, они рассматривают то, как и почему смысл интерпретируется индивидуумами. Тем не менее, разница между двумя теориями заключается в том, в теории диалога особое внимание уделяется динамике взаимодействия. Теория текста и диалога обычно применяется, по крайней мере, для двух человек. Теория диалога подчеркивает значение конструкта и причинно-следственных связей, которые возникают в результате самообучения от общения, основанного на значении.

## Этимология

### Значение
«Управление значениями» - это контроль над «контекстом» и «сообщением» для достижения желаемого коммуникационного эффекта. Согласно Фэйрхерсту, лидеры - это агенты изменений . Лидеры определяют ценность организации и формируют коммуникацию, реализуя уникальные организационные коммуникационные подходы. В рамках организации лидеры и менеджеры создают основу для коммуникации, которая помогает управлять смыслом. «Лидеры» предоставляют информацию последователям, такую как миссия организации, ее видение, ценности, а также ее коллективная идентичность  . Вопреки вождям «менеджеры» несут ответственность за решение текущих, повседневных проблем. Их основные задачи - это решения и стимулирование других к поиску решений. 
Индивидуумы, независимо от позиции в организации, могут управлять смыслом коммуникации. Смысл управления заключается в общении с конкретной целью посредством управления контекстом и сообщением . Лица, использующие управление смыслами, общаются и формируют значение, используя фрейминг.

### Культура
«Культура» представляет собой уникальный набор моделей поведения, в том числе языка, убеждений и обычаев, полученных в результате воспитания в социальных группах или присоединения к определенной группе. Культура определяет контекст и является социальной совокупностью, которая определяет поведение, знания, убеждения и стандарты социализации. Это набор общих значений, характеризующих конкретную организацию. Фэйрхерст идентифицирует культуру как определяющие события, людей, объекты и концепции. Коммуникация и культура взаимосвязаны. Общий язык группы объединяет индивидов и объединяет общие культуры. Культура влияет на ментальные модели. «Ментальные модели» - это наше представление о других людях, о себе, смыслах и событиях. Кроме того, культура определяет социальные взаимодействия и то, как люди и группы интерпретируют и применяют контекст.

### Структура
Лица, которые понимают структуру и внутреннюю работу своих организаций, могут использовать знания для достижения целей общения. Аналогично, организации могут также использовать свои иерархические структуры для достижения целевых результатов. В организации существуют два типа структур.
- «Иерархическая» (формальная иерархическая структура, типичная форма потока или пирамиды)
- «Сеть» (неформальная структура, основанная на отношениях, обращается к людям, специалистам по предмету).

Голдсмит и Катценбах (2008) выяснили, что при управлении организации важно учитывать наличие неформальных структур. Например, для того, чтобы быть частью неофициальной или формальной структуры, важно, чтобы руководители научились распознавать признаки проблем, чтобы формировать контекст, координировать смыслы и решать повседневные проблемы. Конкретные последствия для организационного обучения включают в себя повышение эффективности, скоординированную деятельность и структуру, разделение труда и коллективную постановку целей . Хотя формальная организация визуально представлена типичной иерархической структурой, она визуально показывает, как распространяются официальные обязанности, а также работа Распространение и поток информации. Напротив, неформальная организация олицетворяет то, как люди могут выполнять свою работу через социальные отношения и связи или экспертов по предмету, которые не представлены на организационной схеме. Используя эту неформальную организацию, люди внутри организации могут использовать свою социальную сеть для быстрого доступа и формирования процессов принятия решений, а также для налаживания межструктурного сотрудничества. Кроме того, понимая и используя обе структуры, руководители и менеджеры могут больше узнать о своих сотрудниках.

### Знание
Знание индивидуальных способностей людей, конфликтных тенденции, а также их уникальные обстоятельства помогают организации понять ее ментальные модели и особенности культурного дискурса. Кроме того, заметив отклонения от нормы и уделяя внимание деталям, организация распознает признаки проблем в повседневных операциях и управлении, будь то мошенничество, низкий уровень стандартов обслуживания, сексуальные домогательства или плохо налаженная структура коммуникации. Понимание и способность распознавать признаки проблем позволяют менеджерам применять правила построения коммуникативной реальности: контролировать контекст, оценивать ситуацию, применять этические нормы, интерпретировать неопределенность и проектировать ответ. В конечном счете, понимая, как работает организация, вы улучшаете коллективное взаимодействие. Кроме того, зная, как формируются отношения, а также тот контекст, который определяет взаимодействие, вы можете формировать эмоциональное воздействие. Основными структурными элементами теории Тейлора являются отношения текста и беседы, а также то, как эти отношения требуют «двухступенчатого поступательного процесса»: от перевода текста к разговору и от разговора к тексту. После этого поступательного процесса текст и разговор переходят в организационное общение. Если контекст или текст определяет организацию, то постоянные изменения значения играют ключевую роль для определения того, что понимается под термином организации. Далее Тейлор определил «шесть степеней разделения», чтобы дать понимание организационной коммуникации:
- Первая степень разделения: намерение говорящего воплощено в действии и включено в беседу.
- Вторая степень разделения: события беседы переводятся в повествовательное представление, позволяющее понять смысл обмена.
- Третья степень разделения: текст транскрибируется (объективируется) на каком-либо постоянном или полупостоянном носителе (например, протокол собрания снимается в письменной форме).
- Четвертая степень разделения: для поощрения и направления последующих текстов и разговоров развивается специализированный язык (например, юристы разрабатывают конкретные способы общения в суде, друг с другом и в документах).
- Пятая степень разделения: тексты и разговоры трансформируются в материальные и физические рамки (например, лаборатории, конференц-залы, организационные схемы, процедурные руководства).
- Шестая степень разделения. Стандартизованная форма распространяется и распространяется среди широкой общественности (например, отчеты средств массовой информации и представления организационных форм и практик).

## Влияние
Эта теория использует взаимодействия текста и беседы для построения сетей отношений. Поступая таким образом, теория позволяет глубоко понять паттерны личного общения внутри организации. Кроме того, в нем объясняется, как именно это общение фактически определяет организацию, а не отдельных лиц внутри организации. Теория Тейлора придает больше значения непосредственно личному общению, чем отдельным людям. Практическое применение, и, как результат, коммуникативное поведение может составлять то, как и что мы думаем об организации. Кроме того, манипулируя коммуникационными процессами, может быть изменена не только структура, но и вся организация: является ли изменение выгодным или отрицательным, основывается на желаемом значении, контексте и сообщении, люди в организации стремятся к обмену информацией. Тейлор подчеркивает важность и влияние диалога, в частности, того, как люди взаимодействуют друг с другом и интерпретируют контекст. Тейлор объясняет, что добродетельные рассуждения воплощают целые дискуссии. Кроме того, он указывает, что диалог не должен препятствовать исследованию проблем, возникающим в ходе дискуссий. С 1993 года теория Тейлора была в центре внимания более шести организационных коммуникационных групп.

## Критика
Согласно Нонака и Такеучи (Nonaka and Takeuchi, 1995), организационное обучение - это исследование того, как коллективы приспосабливаются (или нет) к своей среде. Они используют два уровня знаний: явные и неявные.
- «Неявное знание»: личное, контекстное, субъективное, неявное и нерасчлененное
- «Явное знание»: кодифицированное, систематическое, формальное, явное и артикулированное.

В конечном итоге, организационное обучение обеспечивает более высокую производительность, согласованную деятельность и структуру, а также достижение коллективных целей путем экстернализации и интернализации.
Теория текста и диалога ставит перед организацией серьезные проблемы и трудности в формулировании знания. Кроме того, на коды сеансов влияет то, как организация обеспечивает передачу носителями информации и связь с целью, сообщением и значением. Некоторые из этих проблем или факторов включают в себя то, как отдельные лица и организация приспосабливаются к смыслу, культуре, структуре и знаниям, чтобы общаться. В конечном счете, в самой организации люди подвержены влиянию предубеждений «на групповом и индивидуальном уровнях».
«Проблемы с групповым обучением»
- Уклонение от ответственности: убежденность членов группы в том, что всю работу в группе будет выполнять кто-то другой
- Пристрастие к социальной целесообразности: члены группы неохотно предоставляют критические оценки из-за боязни потерять лицо или статус в группе
- Иерархический эффект: нежелание подчиненных высказывать негативное мнение из-за страха перед вышестоящими лицами
- Групповое мышление: отказ от выработки альтернативных решений
- Защита эго: сильно идентифицированные члены группы начинают ассоциировать себя с их членством в группе и, в свою очередь, отказываются замечать ошибки в поведении группы и себя

«Проблемы с индивидуальным обучением»
- Ошибка подтверждения: люди стремятся укрепить свои собственные идеи, догадки и убеждения, а не искать объективную, пусть и опровергающую их информацию
- Оглядка на прошлое: люди склонны забывать, что их прогнозы были ошибочными
- Фундаментальная ошибка атрибуции: отдельные люди склонны переносить недостатки своего характера на других, определяя свои собственные внешними факторами